# 郡山八幡站
郡山八幡站（日语：／ Kōriyama-Hachiman eki */?）是一個位於鹿兒島縣大口市生尾（現時為伊佐市大口生尾）的九州旅客鐵道（JR九州）山野線車站。在1988年（昭和63年）2月1日與山野線一同停用。

## 停用前車站結構
- 有一個單式月台1面1線。
- 無人站。
- 有一個站舍與候車室。

## 歷史
- 1965年（昭和40年）2月11日：開始營業[1][2]。
- 1987年（昭和62年）4月1日：因國鐵分割民營化，本站成為九州旅客鐵道的車站[1]。
- 1988年（昭和63年）2月1日：與山野線一同停用[1]。

## 車站周邊
- 郡山八幡神社

## 相鄰車站
九州旅客鐵道
山野線
山野－郡山八幡－薩摩大口

## 注腳
1. 1 2 3  石野哲（編）.  初版. JTB. 1998-10-01: 705. ISBN 978-4-533-02980-6 （日语）.
2. ↑  . 官報. 1965-02-03 （日语）.

## 相關項目
- 日本鐵路車站列表